# Condado de Mackinac
El condado de Mackinac (en inglés: Mackinac County), fundado en 1818, es un condado del estado estadounidense de Míchigan. En el año 2000 tenía una población de 11 943 habitantes con una densidad de población de 5 personas por km². La sede del condado es St. Ignace.

## Geografía
Según la oficina del censo el condado tiene una superficie total de 5440 km² (2100,4 mi²), de los que 2646 km² (1021,6 mi²) son tierra y 2794 km² (1078,8 mi²) (51,37 %) son agua. Tiene su costa en los lagos Míchigan y Hurón.

## Condados adyacentes
- Condado de Chippewa - noreste y este
- Condado de Schoolcraft - oeste
- Condado de Luce - noroeste

### Principales carreteras y autopistas
- Interestatal 75
- Interestatal 75 B
- U.S. Autopista 2
- Carretera estatal 48
- Carretera estatal 117
- Carretera estatal 123
- Carretera estatal 129
- Carretera estatal 134
- Carretera estatal 185 (no se permiten vehículos de motor)
- Carretera del condado 33
- Carretera del condado 40
- Carretera del condado 42
- Carretera del condado 57
- Carretera del condado 63

### Otros medios de transporte
Existen dos aeropuertos privados en St. Ignace y Mackinac Island, así como un servicio ferroviario ofrecido por la Soo Line Railroad. Además existen diversas líneas de transporte marítimo que lo comunican con la otra península e islas.

### Espacios protegidos
En este condado se encuentra parte del bosque nacional de Hiawatha.

## Demografía
Según el censo del 2000 la renta per cápita media de los habitantes del condado era de 33 356 dólares y el ingreso medio de una familia era de 39 929 dólares. En el año 2000 los hombres tenían unos ingresos anuales 30 805 dólares frente a los 22 753 dólares que percibían las mujeres. El ingreso por habitante era de 17 777 dólares y alrededor de un 10,50 % de la población estaba bajo el umbral de pobreza nacional.

## Lugares

### Ciudades
- Mackinac Island
- St. Ignace

### Comunidades no incorporadas
- Allenville
- Brevort
- Cedarville
- Curtis
- Engadine
- Epoufette
- Evergreen Shores
- Garnet
- Gould City
- Gros Cap
- Hessel
- Millecoquins
- Moran
- Naubinway
- Pointe Aux Pins
- Rexton

### Municipios
| - Municipio de Bois Blanc - Municipio de Brevort - Municipio de Clark - Municipio de Garfield | - Municipio de Hendricks - Municipio de Hudson - Municipio de Marquette - Municipio de Moran | - Municipio de Newton - Municipio de Portage - Municipio de St. Ignace |